# Montmoyen
Montmoyen é uma comuna francesa na região administrativa da Borgonha-Franco-Condado, no departamento de Côte-d'Or. Estende-se por uma área de 20,6 km². Em 2010 a comuna tinha 79 habitantes (densidade: 3,8 hab./km²).